# لين كروفورد
لين كروفورد (بالإنجليزية: Lynn Crawford)‏ هي صاحبة مطعم كندية، ولدت في 18 يوليو 1964 في سكاربورو، تورنتو في كندا.

## وصلات خارجية
- لين كروفورد على موقع IMDb (الإنجليزية)